# Aiguille Curecanti
L'aiguille Curecanti, en anglais Curecanti Needle, est une formation rocheuse américaine située dans le comté de Gunnison, au Colorado. Culminant à 2 395 mètres d'altitude en surplomb du réservoir Morrow Point, elle est protégée au sein de la Curecanti National Recreation Area.